# Charmosyna papou
Loriquito-da-papua ou lóri-papua (Charmosyna papou) é uma espécie de ave da família Psittacidae.
Pode ser encontrada nos seguintes países: Indonésia (Nova Guiné Ocidental) e Papua-Nova Guiné.
Os seus habitats naturais são: regiões subtropicais ou tropicais húmidas de alta altitude.